# Lara Wendel
Lara Wendel, pseudónimo de Daniela Rachele Barnes (Múnich, 29 de marzo de 1965) es una ex actriz de ascendencia alemana y estadounidense que participó activamente en el cine y la televisión italianos.

## Biografía y carrera
Wendel es hija de la actriz alemana Britta Wendel y del jugador de fútbol americano y actor de cine Walt Barnes. Hizo su debut en tan sólo cuatro años de edad como modelo para anuncios, entrando, ya a la edad de siete años, en el cine, con el giallo de Tonino Valerii Sumario sangriento de la pequeña Estefanía (1972). También apareció como la hija de Mario Adorf, Rita, en La mala ordina (1972), dirigida por Fernando Di Leo, y como la joven Silvia en Il profumo della signora in nero (1974) de Francesco Barilli.
Wendel tuvo su primer papel principal a los 12 años en el controvertido drama erótico Maladolescenza (1977), que involucraba tanto desnudez como sexo simulado entre adolescentes. Sería en esta película donde utilizaría por primera vez el nombre artístico de Lara Wendel, siendo este una combinación de las dos últimas letras de su nombre, Daniela, las dos primeras letras de su segundo nombre, Rachele, y el apellido de soltera de su madre. Posteriormente apareció en otras películas controvertidas, caracterizadas por tramas de incesto y relaciones sexuales entre adultos y adolescentes, como La petite fille en velours bleu (1978), Un dramma borghese (1979), y Desideria: la vita interiore (1980).
En la década de 1980, Wendel participó principalmente en películas de terror, trabajando con Dario Argento (Tenebrae, 1982), Lamberto Bava (Morirai a mezzanotte, 1986), Joe D'Amato (Los pájaros asesinos, 1988) y Umberto Lenzi (Ghosthouse, 1988) entre otros. También participó en una serie de películas de cine arte, incluida la Identificazione di una donna de Michelangelo Antonioni (1982) y la Intervista de Federico Fellini (1987). También apareció en televisión, en particular jugando un papel de peso en la segunda temporada de la serie de televisión La piovra.
Además de su trabajo como actriz de cine, Lara Wendel también fue conocida como modelo de fotografía, especialmente de fotografía erótica. Fue foto de portada de la edición de febrero de 1985 de la Playboy italiana, la edición alemana de Playboy publicó un reportaje fotográfico sobre ella en septiembre de 1985 y la edición estadounidense la referenció en noviembre de 1992. Su última película fue el drama erótico La villa del venerdì (1991) de Mauro Bolognini, retirándose finalmente con tan solo 26 años.

## Filmografía

### Cine
- Sumario sangriento de la pequeña Estefanía (1972)
- La mala ordina (1972)
- Roma (1972)
- Amarcord (1973)
- Senza ragione (1973)
- Il profumo della signora in nero (1974)
- Maladolescenza (1977)
- La petite fille en velours bleu (1978)
- Un dramma borghese (1979)
- Ernesto (1979)
- Un'ombra nell'ombra (1979)
- Desideria: la vita interiore (1980)
- Il falco e la colomba (1981)
- Tenebrae (1982)
- Identificazione di una donna (1982)
- Vai alla grande (1983)
- Fatto su misura (1984)
- A me mi piace (1985)
- Morirai a mezzanotte (1985)
- Intervista (1987)
- La casa 3 - Ghosthouse (1987)
- Los pájaros asesinos (1987)
- I frati rossi (1988)
- La villa del venerdì (1991)

### Televisión
- I ragazzi di celluloide 2 (Miniserie, 1984)
- La piovra 2 (Miniserie, 1985)
- Un’australiana a Roma (Película para televisión, 1987)
- Aquile (Serie, 1989)
- College (Serie, 1990)
- Requiem per voce e pianoforte (Miniserie, 1993)